# Redline Racer
Redline Racer (Suzuki Alstare Extreme Racing para el lanzamiento de Dreamcast en Europa y Norteamérica, el lanzamiento europeo de Game Boy Color y el relanzamiento de Microsoft Windows) es un videojuego de carreras desarrollado por Criterion Games y publicado por Ubi Soft para Microsoft Windows.

## Jugabilidad
El jugador controla un corredor de motocicletas y comienza cada carrera desde la última posición. Hay tres pistas y tres motocicletas para elegir al principio, con más disponibles (10 pistas y 8 motocicletas en total) a medida que el jugador gana las carreras en cada una de las pistas. El jugador también puede elegir el equipo al que pertenece el corredor, así como el género del corredor. Todas las pistas están ubicadas en diferentes entornos: un cañón, una isla tropical sin una autopista, un área llena de huertos, etc. Una carrera dura tres vueltas.

## Recepción

### Redline Racer
El juego recibió una puntuación promedio de 67.35% en GameRankings, sobre la base de un total de 17 comentarios.

### Suzuki Alstare Extreme Racing
Suzuki Alstare Extreme Racing recibió críticas mixtas de críticos. Los sitios de revisión agregados GameRankings y Metacritic dieron las versiones de PC 66.11% y 55/100 y Dreamcast versión 56.32%.